# Johanniterkommende Wildenbruch

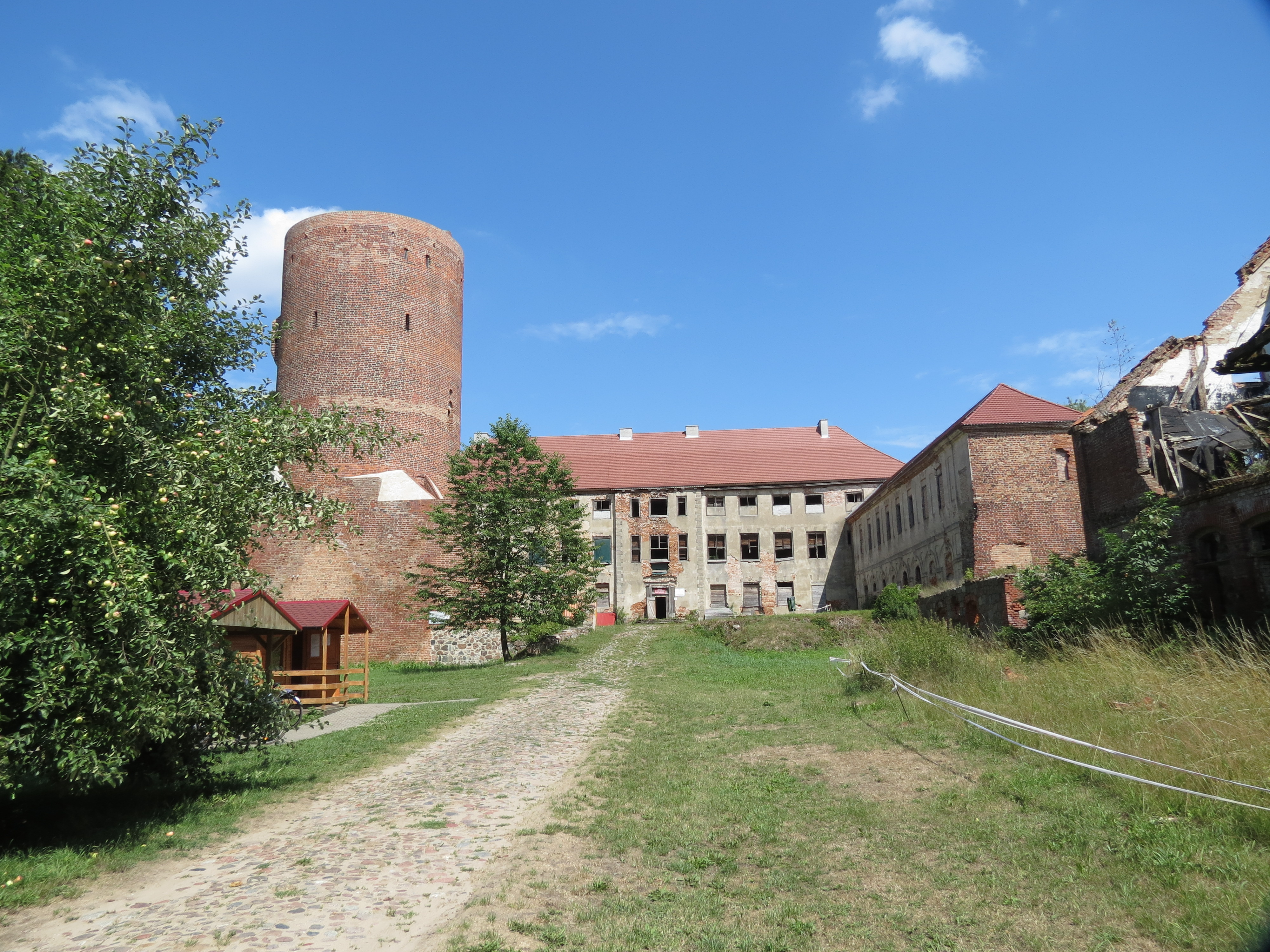
Schloss Wildenbruch

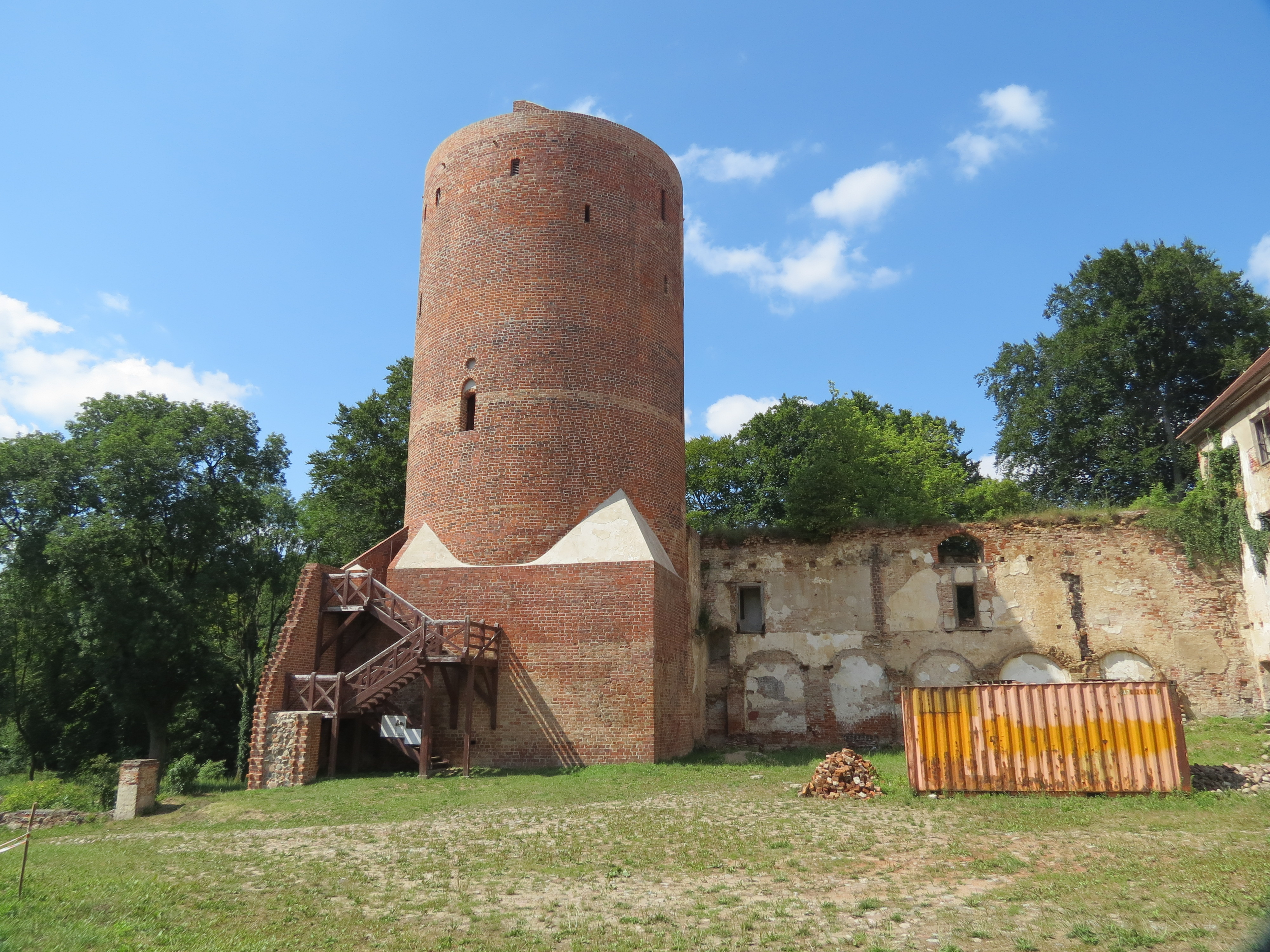
Schloss Wildenbruch, Burgturm

Die Johanniterkommende Wildenbruch war eine Niederlassung des Johanniterordens in Wildenbruch im Greifenhagener Kreis in Pommern (heute Swobnica im Powiat Gryfiński in der polnischen Woiwodschaft Westpommern). Die Kommende wurde um/vor 1382 mit der Verlegung des Sitzes der Kommende Rörchen von Rörchen (Rurka) nach Wildenbruch gegründet. Sie bestand formell bis zur Konfiszierung der Kommende und Umwandlung in eine freie Herrschaft durch die schwedische Königin Christina im Jahr 1648. 1680 kaufte die brandenburgische Kurfürstin Dorothea die Freiherrschaft Wildenbruch und schloss sie an die Herrschaft Schwedt-Vierraden an, die daher gelegentlich auch Herrschaft Schwedt-Wildenbruch genannt wird. Innerhalb der Herrschaft Schwedt-Vierraden wurde die ehemalige Freiherrschaft Wildenbruch administrativ als Amt Wildenbruch weiter geführt. Nach dem Tod des letzten Prinzen, Heinrich Friedrich von Brandenburg-Schwedt, 1788 fiel die Herrschaft Schwedt-Vierraden und damit auch das Amt Wildenbruch an den preußischen König Friedrich Wilhelm III. Das Amt Wildenbruch wurde Krondomäne. 1816 wurde Teile des Amtes verkauft. Das Gut Wildenbruch blieb im Privatbesitz der Hohenzollern-Familie bis 1945.

## Lage
Wildenbruch/Swobnica liegt etwa 50 Kilometer südlich von Stettin (Szczecin), unmittelbar am südlichen Ufer des Jezioro Długie (Langer See). Die nächstgelegenen größeren Städte sind Gryfino (Greifenhagen) im Nordwesten, Chojna (Königsberg in der Neumark) im Südwesten und Pyrzyce (Pyritz) im Nordosten.

## Geschichte
Mit der Urkunde vom 28. Dezember 1234 (nach der damaligen Zählung bereits im Jahr 1235) schenkte Barnim I., zu diesem Zeitpunkt Herzog des pommerschen Teilfürstentum Herzogtum Pommern#Herzogtum Pommern-Stettin dem Templerorden das Land Bahn im Süden von Pommern, dessen Grenzen er genau beschreiben ließ. Mit einer Urkunde vom 4. März 1236 gewährte er dem Templerorden die Zollfreiheit in diesem Gebiet. Das Land Bahn hatte sein Zentrum in dem Städtchen Bahn, heute Banie.
Die Templer richteten zur Verwaltung ihres Besitzes in Rörchen (heute Rurka, Gmina Chojna, Woiwodschaft Westpommern) eine Kommende ein, die 1244 erstmals erwähnt ist. 1247 bestätigte Papst Innozenz IV. dem Tempelorden seine Besitzungen u. a. auch im Land Bahn.
1312 wurde der Templerorden von Papst Clemens V. aufgehoben und deren Ordensbesitzungen dem Johanniterorden übertragen.

## Verlegung des Kommendesitzes nach Wildenbruch
Nach einer Zerstörung des Kommendesitzes in Rörchen im Jahr 1373 wurde bis 1382 der Kommendesitz von Rörchen nach Wildenbruch verlegt. Rörchen sank zum Ordenshof herab und wurde in ein Bauerndorf umgewandelt. Die Verlegung des Kommendesitzes nach Wildenbruch fand in etwa um dieselbe Zeit statt wie der in Heimbach, am 11. Juni 1382 geschlossene Heimbacher Vergleich, in dem festgeschrieben wurde, dass die Kommendatoren der Ballei Brandenburg ihren Balleier selbst wählen konnten. Er musste jedoch vom Großprior der Ordensprovinz Alamania bestätigt werden.
Die Schwierigkeiten der Johanniter mit den Bahner Bürgern setzten sich auch nach der Verlegung des Kommendesitzes nach Wildenbruch fort. 1399 wurde der Generalpräzeptor Detlev von Walmede von den Bahner Bürgern bei einem Streit erschlagen. Als Sühne musste die Stadt ein Sühnekreuz aufstellen und jährlich 25 Taler an den Johanniterorden entrichten. Erst 1589 wurde diese jährliche Strafzahlung aufgehoben. Wildenbruch gehörte in dieser Zeit zu den bedeutenden Kommenden der Ballei Brandenburg und war von 1399 bis 1418 Sitz des Generalpräzeptors (oder Meisters) der Ballei Brandenburg Reimar von Güntersberg. 1420 ist die capelle to Wildenbruch erwähnt.
Am 12. März 1435 kauften der Generalpräzeptor der Johanniter in der Mark Balthasar von Schlieben und der (namentlich nicht genannte) Kommendator von Wildenbruch mit Erlaubnis des Hochmeisters des Deutschen Ordens (dem zu dieser Zeit die Neumark gehörte) das neumärkische Dorf Rufen (heute Rów, Gm. Myślibórz, Woiwodschaft Westpommern, Polen).
1459 gehörten zur Kommende Wildenbruch, Neuendorf, Gornow, Linde, Stresow, Jädersdorf, Thänsdorf, Marienthal, Liebenow und Gebersdorf. Der Kommendator Dr. Bernd von Rohr war 1499 auch Landvogt der Neumark.
Am 26. August 1503 verpfändeten Bern(hard) und Wolfgang Grafen von Honstein dem Komtur Dr. Bernt Ror zu Wildenbruch Hebungen aus den Gewässern von Vierraden. Dieser belehnte am 30. August 1503 in seiner Funktion als Landvogt der Neumark und im Namen von Kurfürst Joachim I. den Betke von Werben und seine männlichen Erben mit 13 Hofhufen, drei Stadthufen und einem freien Hof in Schönfließ (heute Trzcińsko-Zdrój) sowie mit dem Baumgarten genannt der Bergwald im See vor der Stadt Schönfließ.
1541 fiel Wildenbruch infolge der pommerschen Erbteilung an Pommern-Wolgast. 1543 versuchte Herzog Philipp I. von Pommern-Wolgast die Kommende Wildenbruch zu säkularisieren. Seit 1543 verwalteten pommersche Beamte, die jährlich wechselten, die Kommende. Die Ballei Brandenburg unter ihrem Herrenmeister Veit von Thümen versuchte, die Kommende dem Orden zu erhalten. 1544/1545 schaltete sich Kaiser Karl V. ein und forderte den Pommernherzog auf, die Kommende nicht zu beunruhigen.
1547 bemühten sich die brandenburgischen Markgrafen Kurfürst Joachim II. und Johann von Küstrin bei Herzog Philipp I. von Pommern um die Rückgabe der Kommende Wildenbruch. In diesem Jahr kam es zu einer Einigung mit Herzog Philipp I. von Pommern-Wolgast. Er setzte ein Zustimmungsrecht bei der Ernennung eines neuen Kommendators durch und das Verbot der katholischen Messe. Außerdem musste der Kommendator den Lehnseid leisten und auch in Zukunft die pommersche Grenze schützen und Schloss Wildenbruch für den Herzog offen halten. Die tatsächliche Rückgabe erfolgte schließlich am 27. September 1547. 1555 kam es anscheinend erneut zum Streit zwischen der Kommende Wildenbruch bzw. dem Herrenmeister der Ballei Brandenburg und dem pommerschen Herzog. Nach einem 1555 geschlossenen Vertrag mussten die Herrenmeister den Eid auf die pommerschen Herzöge leisten. 1565 wurde die Kommende Wildenbruch von den pommerschen Herzögen Bogislaw XIII. und Barnim X. erneut mit Beschlag belegt. Der Herrenmeister hatte sich geweigert, den Eid zu leisten, zu dem sich die Ballei mit dem Vertrag von 1555 verpflichtet hatte. Nach Ableistung des Eides wollten die pommerschen Herzöge die mit Beschlag belegten Güter und Einkünfte wieder herausgeben.
1611 forderte Herzog Philipp Julius von Pommern-Wolgast das Lagerrecht auf der Kommende Wildenbruch ein. 1629 wurde die Kommende von kaiserlichen Truppen besetzt. 1630/1631 war sie von schwedischen Truppen besetzt. Ab 1642 war die Kommende bereits unter schwedischer Verwaltung. Vermutlich hatte der Kommendator ab dieser Zeit schon keine Kontrolle mehr über die Kommende. 1648 wurde sie schließlich von Schweden auch formal annektiert.

## Kommendatoren/Komture
- 1382, 1383: Heinrich von Güntersberg[14]
- 1406: Degenhard von Predule[15]
- 1407: Michael von der Bucke[16]
- 1409: Reimar von Güntersberg († 1418), Herrenmeister/Generalpräzeptor
- 1413: Gedeke Schulte, comeltur to wildenbroke[17]
- 1420: Hans von Wedel[16]
- 1431–1437: Nickel von Thierbach,[18][19] ab 1437 Herrenmeister
- 1438: Peter Mund, Kommendator,[20] war 1433 bis 1435 (1438?) Kommendator in Nemerow
- 1440–1442: Hans von Bocken[16][21]
- 1451–1471: Jasper/Caspar von Güntersberg, von 1471 bis 1474 Herrenmeister[22][19][23]
- 1471–1474: Richard von der Schulenburg, ab 1474 Herrenmeister
- 1478, 1480: Otto von Blankenburg[24]
- 1483–1490: Georg von Schlabrendorf,[24] 1479 Kommendator in Quartschen, 1490 Kommendator in Grüneberg, 1497 bis 1508 Kommendator in Goslar, 1491 bis 1527 Herrenmeister der Ballei Brandenburg
- 1490 – 25. Februar 1503: Bernd von Rohr, Doktor[24][25]
- 1511, 1527–1543 (1544): Gottschalk von Veltheim[26][27][16]
- ab 1543–1547 Verwaltung durch pommersche Beamte
- 1544, 7. Juli 1545:[28] Balthasar von der Marwitz, wird als Kommendator (wieder) abberufen, aber nicht abgesetzt,[29] 1545 bis 1560 Kommendator in Werben
- 1547 – 21. Januar 1560 (†): Andreas von Blumenthal, Doktor[30][31]
- 4. März 1560 – 3. Dezember 1575 (†): Martin von Wedel, Herr auf Uchtenhagen/Krzywnica (früh. Krs. Saatzig), Schönebeck/Dzwonowo (früh. Krs. Saatzig) und Prochnow/Prochnówo (früh. Dramburgischer Kreis)[32][33][34]
- 1576 – 10. August 1594 (†): Ludwig von Putbus (1549–1594)
- (1594?) 1601, 1609, 1611, 1616, 22. Oktober 1622 (†): Erdmann von Putbus, Sohn des vorigen Kommendators Ludwig von Putbus, Bruder des folgenden Kommendators
- 1622 – 24. Juli 1637 (†): Volkmar Wolf von Putbus
- 16. April 1640 – 1648 Graf Johann Adolph I. von Schwarzenberg, letzter Kommendator (von ca. 1642–1648 wohl nur noch formal)[35]

## Freiherrschaft Wildenbruch
Mit dem Westfälischen Frieden von 1648 kam die Kommende Wildenbruch vertragsgemäß an das Königreich Schweden. Dies wurde durch den Stettiner Grenzrezess von 1653 bestätigt, in dem die Länder Greifenhagen, Fiddichow und die Freiherrschaft Wildenbruch dann endgültig an Schweden fielen, im Grunde war dies nur eine Bestätigung des Status quo. Am 12. Oktober 1653 überließ Königin Christina die Kommende Wildenbruch dem Baron Peter Bidal, als Ersatz für gegebene Darlehen. Wildenbruch wurde nun freie Herrschaft und war für den Johanniterorden endgültig verloren. Im schwedisch-polnischen Krieg eroberten 1659 kurzzeitig kaiserliche Truppen Wildenbruch. 1675 kam es zum Krieg zwischen Schweden und Brandenburg. Nach der Schlacht bei Fehrbellin 1675 eroberten brandenburgische Truppen schließlich ganz Pommern. Friedrich Wilhelm der Große übertrug die Freiherrschaft Wildenbruch daraufhin seinem Generalfeldmarschall Georg Freiherr von Derfflinger. Im Frieden von Saint-Germain 1679 musste Brandenburg den größten Teil von Pommern wieder heraus geben, behielt aber das Bahner Land und die Freiherrschaft Wildenbruch. Privatrechtlich musste die Freiherrschaft Wildenbruch jedoch wieder dem Vorbesitzer Peter Bidal zurückgegeben werden. Da dieser kein Untertan des brandenburgischen Kurfürsten werden wollte, verkaufte Alexis von Bidal d’Asfeld im Namen seines Vaters Peter von Bidal die Freiherrschaft Wildenbruch 1680 für 120.000 Taler an Dorothea Sophie von Schleswig-Holstein-Sonderburg-Glücksburg. Der Kurfürst gab ihr 70.000 Taler dazu. Wildenbruch wurde ein Teil der Herrschaft Schwedt.
Damals gehörten zur Herrschaft Wildenbruch:
- Schloss, Dorf und Vorwerk Wildenbruch
- Marienthal
- Neuendorf, Dorf und Vorwerk
- Linde
- Gornow
- Ruffen
- Rohrsdorf/Ruhlsdorf, Anteil
- Köselitz, Vorwerk und Anteil am Dorf
- Neuengrape, Dorf und Vorwerk
- Stresow
- Jädersdorf/Jägersdorf, Dorf und Vorwerk
- Thänsdorf/Thönsdorf, Dorf und Vorwerk
- Rörchen, Dorf und Vorwerk
- Liebenow, Dorf und Vorwerk

## Privatrechtliche Besitzer der Freiherrschaft Wildenbruch (Übersicht)
- ?1652: Magnus Gabriel Graf de la Gardie[36]
- 1653–1654: Johann Adler Salvius[37]
- 1. März 1654: Peter (Pierre) Bidal (1612–1682), er war am 12. Oktober 1653 zum Baron ernannt worden. Er durfte sich dann Freiherr von Wildenbruch und Herrn von Asfeld nennen.
- 1675–1679: Feldmarschall Georg von Derfflinger[37]
- 1679 – 9. Juli 1680 Peter Bidal

## Herrschaft Wildenbruch als Teil der Herrschaft Schwedt
Im 15. Jahrhundert gehörten Schwedt und Vierraden jeweils mit Zubehör der Familie von Aschersleben. Hans von Aschersleben verkaufte seinen Besitz 1451 an Graf Hans von Hohenstein. 1609 starb Martin von Hohenstein ohne Leibeserben und Schwedt und Vierraden fielen als erledigtes Lehen an den brandenburgischen Kurfürsten Johann Sigismund. Er bildete daraus das Amt Schwedt-Vierraden. Es wurde an seine Frau Anna von Preußen als Witwensitz vergeben. Später erhielt es die Frau des Kurfürsten Georg Wilhelm, Elisabeth Charlotte von der Pfalz ebenfalls als Witwensitz. Nach deren Tod 1660 verpfändete Kurfürst Friedrich Wilhelm das Amt Schwedt-Vierraden für 25.000 Taler am 28. Juni 1664 an den Grafen Gustav Adolph von Varensbach. 1670 löste Kurfürstin Dorothea das Amt Schwedt-Vierraden für 26.500 Taler aus der Verpfändung. Nach dem Tod der Kurfürstin fiel die Herrschaft Schwedt-Wildenbruch 1689 an ihren ältesten Sohn Markgraf Philipp Wilhelm und wurde nun auch als Markgrafschaft Brandenburg-Schwedt bezeichnet. Nach seinem Tod 1711 folgte ihm sein ältester Sohn Friedrich Wilhelm nach, der 1725 noch Fiddichow hinzu erwarb.
Die Herrschaft Schwedt wurde nun in drei Ämter gegliedert:
- Amt Schwedt
- Amt Fiddichow
- Amt Wildenbruch

## Amt Wildenbruch
Die Kurfürstin erweiterte das Amt Wildenbruch durch folgende Zukäufe. 1684 kaufte sie 5/8 von Vorwerk und Dorf Roderbeck und Uchtdorf und einen Teil von Nipperwiese von den Geschwistern von Pfuel. Die übrigen Teile von Roderbeck und Uchtdorf kaufte sie im folgenden Jahr von einem von Eickstedt, dazu eine Schuldverschreibung von 5.000 Talern von einem von Gersdorf. Weiteren Besitz (Brusenfeld, 1/4 von Lindow und 1/2 von Kehrberg) kaufte sie 1689 für 15.000 vom brandenburgischen Generalmajor und Gouverneur von Magdeburg Ernst Gottlieb von Börstel. Die Hälfte von Kehrberg verkaufte sie 1689 für 4.000 Taler an die Gebrüder Melchior und Cölestin von Greifenpfeil (sie waren die Besitzer der anderen Hälfte).
Am 12. Dezember 1788 starb mit Friedrich Heinrich der letzte männliche Nachkomme aus der Schwedter-Linie und der Besitz fiel an die Hauptlinie der Hohenzollern zurück. Der Besitz wurde zunächst von einer Immediat-Administration und Justiz-Deputation verwaltet. Als Administrator der Herrschaft Schwedt-Wildenbruch wurde der Oberfinanzrat Schütz eingesetzt. 1798, nach dem Tod des Administrators Schütz, wurde die Verwaltung von der Königlichen Domänenkammer übernommen. Danach wurde eine eigene Kriegs- und Domänenkammer für die Herrschaft Schwedt-Wildenbruch eingerichtet. Diese Kammer wurde 1816 aufgelöst und zur Verwaltung der Güter das Rentamt Schwedt gebildet, das obwohl in der Provinz Brandenburg gelegen der Pommerschen Regierung in Stettin unterstand. Zur Tilgung der Staatsschulden wurde auch eine Reihe von Gütern verkauft.
Das Rentamt Schwedt wurde ab 1872 der Königlichen Hofkammer unterstellt. Wildenbruch blieb Königliche Domäne. 1879 wurde das Gut Wildenbruch von einem Oberamtmann Flaminius bewirtschaftet. Das Gut Wildenbruch umfasste damals 875,75 Hektar, davon 323,75 Hektar Äcker, 66,75 Hektar Wiesen, 7,50 Hektar Hutung und 477,75 ha Wald. Der Grundsteuerreinertrag betrug 8.764 Mark. An industriellen Anlagen ist eine Dampfbrennerei genannt.
Das Handbuch des Grundbesitzes von 1893 verzeichnet für das Gut Wildenbruch eine Gesamtgröße von nur noch 408,27 Hektar, davon 343,10 Hektar Acker, 67,61 Hektar Wiesen, 3,30 Hektar Hutung und 54,17 Hektar Wasser. Als Pächter des Gutes Wildenbruch ist ein Amtsrat Flaminius verzeichnet. Als Besitzer(in) ist die Königliche Hofkammer eingetragen. Der vorher dazu gehörige große Waldbesitz war abgetrennt und ein eigener Gutsbezirk geschaffen worden. Hier ist unter der Rubrik Besitzer Kron-Fideicommiss eingetragen. Administrator war der Königliche Oberförster Oppenhoff. Die Domäne Wildenbruch und das Forstgut Wildenbruch waren 1928 im Besitz der Hofkammer Charlottenburg.
Mit der Besetzung Wildenbruchs durch die Rote Armee und Übergabe der Ortschaft an die polnischen Behörden wurde die Domäne enteignet und als polnische Staatsdomäne weiter geführt. Das Schloss wurde einige Jahre als Getreidelager benutzt. Später nicht mehr genutzt, verfiel das Schloss. Das Schloss hatte 2018 ein neues Dach. Der frühere Burgturm konnte bestiegen werden.

## Pächter
- ab 1771–1791: Amtsrat Horn[42]
- 1792–1817: Friedrich Preß[42]
- 1833–1867: Amtsrat Bielke[43][44]
- 1867–1909: Amtsrat Hans Flaminius[42]
- 1909–1934: Georg Fuß, Pächter[40][42]
- 1934–1945: Reinald von Dassel, Verwalter[42]